# Winona Ryder
Winona Laura Horowitz (Condado de Olmsted, 29 de outubro de 1971), mais conhecida como Winona Ryder, é uma atriz norte-americana. Originalmente desempenhando papéis peculiares, ganhou destaque por suas atuações mais diversas em vários gêneros na década de 1990. Ela recebeu muitos elogios, incluindo um Globo de Ouro e um Screen Actors Guild Award, além de uma indicação ao Grammy, uma indicação ao BAFTA e duas indicações ao Óscar.

## Biografia
Já na infância, Ryder vivia em clima de intelectualidade. Os seus pais Michael e Cindy Horowitz eram hippies convictos. Tanto que escolheram Timothy Leary para ser padrinho de batismo da filha. Seu nome deriva da cidade onde nasceu, Winona (Minnesota), o nome do meio da esposa de Aldous Huxley, e seu sobrenome de nascimento, Horowitz, era originalmente Tomchin antes da família do pai mudar ao emigrar para os Estados Unidos.
Ryder passou toda a sua infância e adolescência vivendo com a família em uma fazenda comunitária e sem eletricidade na Califórnia. Mesmo sem os recursos da tecnologia, mas precocemente politizada, aos 12 anos já pensava em ser atriz. Escolheu seu nome artístico a partir de um cantor de quem seu pai gostava, Mitch Ryder. Ingressou no American Conservatory Theather, em São Francisco, e no ano seguinte já fazia um teste para uma produção de Hollywood, no qual foi reprovada. Entretanto, com perseverança no ano seguinte conseguiu o papel principal do delicado drama Ciranda de Ilusões - Square Dance.
Sua estrela na Calçada da Fama localiza-se em 7018 Hollywood Boulevard.
Teve um longo relacionamento com o também ator Johnny Depp e posteriormente, com o músico britânico Jay Kay.

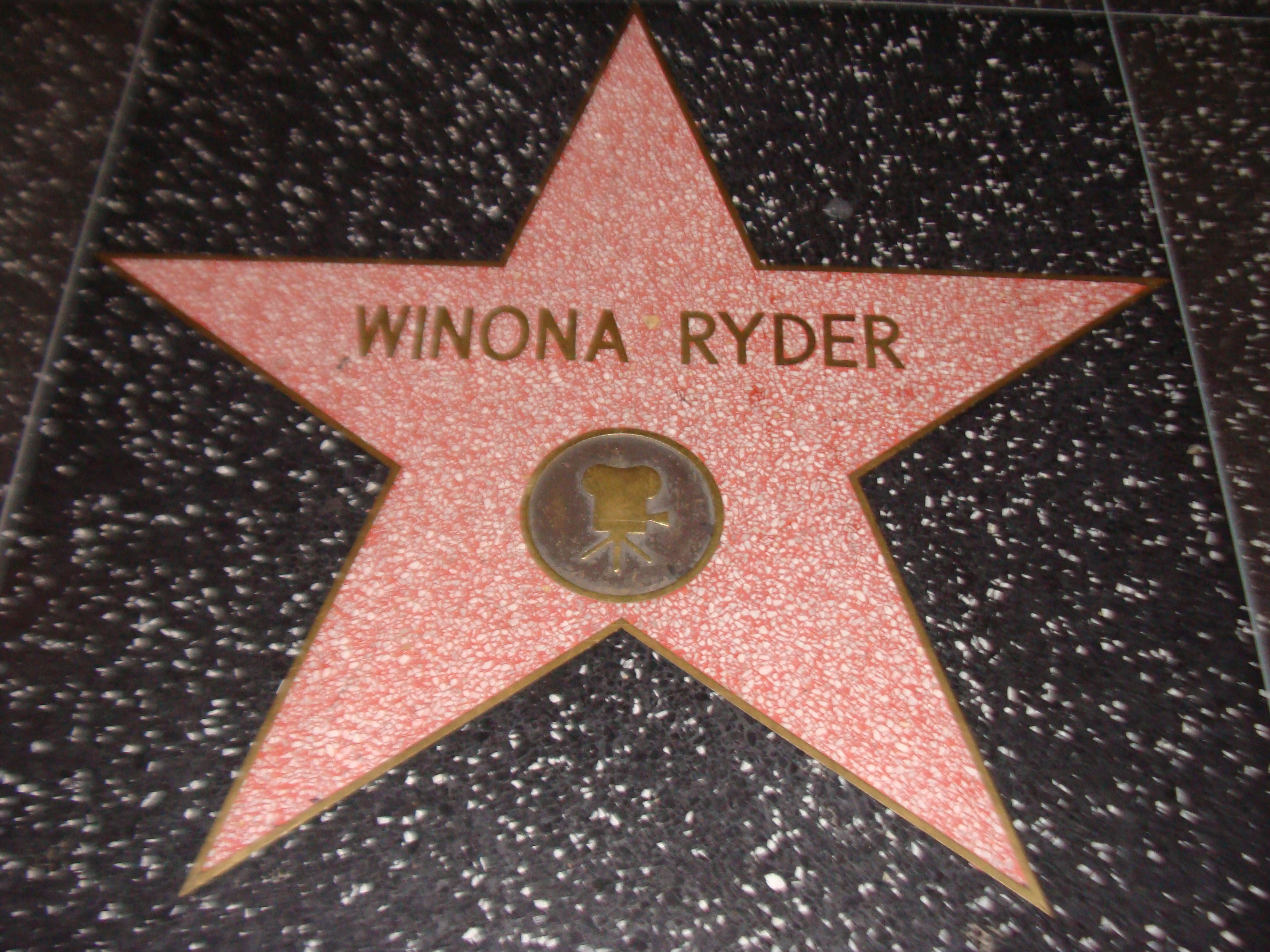
A estrela de Ryder na Calçada da Fama

Ryder foi presa após furtar peças de roupa da loja Saks Fifth Avenue na cidade de Los Angeles, no ano de 2001.

## Filmografia
| Ano           | Filme                                          | Papel                              | Título no Brasil                       |
| ------------- | ---------------------------------------------- | ---------------------------------- | -------------------------------------- |
| 1986          | Lucas                                          | Rina                               | A Inocência do Primeiro Amor           |
| 1987          | Square Dance                                   | Gemma Dillard                      | Ciranda de Ilusões                     |
| 1988          | Beetlejuice                                    | Lydia Deetz                        | Os Fantasmas se Divertem               |
| 1988          | 1969                                           | Beth Karr                          | 1969 - O Ano que Mudou Nossas Vidas    |
| 1989          | Heathers                                       | Veronica Sawyer                    | Atração Mortal                         |
| 1989          | Great Balls of Fire!                           | Myra Gale Lewis                    | A Fera do Rock                         |
| 1990          | Welcome Home, Roxy Carmichael                  | Dinky Bossetti                     | A Volta de Roxy Carmichael             |
| 1990          | Edward Scissorhands                            | Kim Boggs                          | Edward Mãos de Tesoura                 |
| 1990          | Mermaids                                       | Charlotte Flax                     | Minha Mãe É Uma Sereia                 |
| 1991          | Night on Earth                                 | Corky                              | Uma Noite sobre a Terra                |
| 1992          | Bram Stoker’s Dracula                          | Wilhelmina "Mina" Murray/Elisabeta | Drácula de Bram Stoker                 |
| 1993          | The Age of Innocence                           | May Welland                        | A Época da Inocência                   |
| 1993          | The House of the Spirits                       | Blanca Trueba                      | A Casa dos Espíritos                   |
| 1994          | Reality Bites                                  | Lelaina Pierce                     | Caindo na Real                         |
| 1994          | Little Woman                                   | Josephine "Jo" March               | Adoráveis Mulheres                     |
| 1995          | How to Make an American Quilt                  | Finn Dodd                          | Colcha de Retalhos                     |
| 1996          | Boys                                           | Patty Vare                         |                                        |
| 1996          | Looking for Richard                            | Lady Anne                          | Ricardo III - Um Ensaio (documentário) |
| 1996          | The Crucible                                   | Abigail Williams                   | As Bruxas de Salém                     |
| 1997          | Alien: Resurrection                            | Annalee Call                       | Alien - A Ressurreição                 |
| 1998          | Celebrity                                      | Nola                               | Celebridades                           |
| 1999          | Girl, Interrupted                              | Susanna Kaysen                     | Garota, Interrompida                   |
| 2000          | Autumn in New York                             | Charlotte Fielding                 | Outono em Nova York                    |
| 2000          | Friends                                        | Melissa                            |                                        |
| 2000          | Lost Souls                                     | Maya Larkin                        | Dominação                              |
| 2001          | Zoolander                                      | Ela própria (ponta não-creditada)  |                                        |
| 2002          | Mr. Deeds                                      | Babe Bennett/Pam Dawson            | A Herança de Mr. Deeds                 |
| 2002          | S1m0ne                                         | Nicola Anders                      |                                        |
| 2003          | The Day My God Died                            | Narradora e produção               |                                        |
| 2004          | The Heart Is Deceitful Above All Things        | Psicóloga (não-creditada)          |                                        |
| 2006          | The Darwin Awards                              | Siri                               |                                        |
| 2006          | A Scanner Darkly                               | Donna Hawthorne                    | O Homem Duplo                          |
| 2007          | The Ten                                        | Kelly LaFonda                      | 10 Mandamentos Muito Loucos            |
| 2007          | Sex and Death 101                              | Gillian De Raisx/Death Nell        | As Muitas Mulheres de Minha Vida       |
| 2007          | Welcome                                        | Cynthia                            |                                        |
| 2008          | Water Pills                                    | Carrie                             |                                        |
| 2008          | The Last Word                                  | Charlotte Morris                   |                                        |
| 2009          | The Informers                                  | Cheryl Laine                       | Os Informantes                         |
| 2009          | The Private Lives of Pippa Lee                 | Sandra                             | A Vida Íntima de Pippa Lee             |
| 2009          | Stay Cool                                      | Scarlet Smith                      | E se o Amor Acontece                   |
| 2009          | Star Trek                                      | Amanda Grayson                     |                                        |
| 2010          | When Love Is Not Enough: The Lois Wilson Story | Lois Wilson                        | Quando o Amor Não é Suficiente         |
| 2010          | Black Swan                                     | Beth MacIntyre                     | Cisne Negro                            |
| 2011          | The Dilemma                                    | Geneva                             | O Dilema                               |
| 2012          | The Letter                                     | Martine                            | A Carta                                |
| 2012          | Frankenweenie                                  | Elsa Van Helsing                   | Frankenweenie                          |
| 2013          | The Iceman                                     | Deborah Pellicotti                 | O Homem de Gelo                        |
| 2013          | Homefront                                      | Sheryl Mott                        | Linha de Frente                        |
| 2016–presente | Stranger Things                                | Joyce Byers                        | Coisas Estranhas                       |
| 2020          | The Plot Against America                       | Evelyn                             | A Conspiração Contra a América         |
| 2022          | Gone in the Night                              | Kath                               |                                        |
| 2023          | Haunted Mansion                                | Pat (não-creditada)                | Mansão Mal-Assombrada                  |
| 2024          | Beetlejuice 2                                  | Lydia Deetz                        |                                        |

## Prêmios e indicações

#### Óscar
| Ano  | Categoria                | Trabalho             | Resultado |
| ---- | ------------------------ | -------------------- | --------- |
| 1994 | Melhor Atriz Coadjuvante | The Age of Innocence | Indicado  |
| 1995 | Melhor Atriz             | Little Woman         | Indicado  |

#### Globo de Ouro
| Ano  | Categoria                          | Trabalho             | Resultado |
| ---- | ---------------------------------- | -------------------- | --------- |
| 1991 | Melhor Atriz Coadjuvante em Cinema | Mermaids             | Indicado  |
| 1994 | Melhor Atriz Coadjuvante em Cinema | The Age of Innocence | Venceu    |
| 2016 | Melhor Atriz Série Dramática       | Stranger Things      | Indicado  |

#### BAFTA
| Ano  | Categoria                | Trabalho             | Resultado |
| ---- | ------------------------ | -------------------- | --------- |
| 1994 | Melhor Atriz Coadjuvante | The Age of Innocence | Indicado  |

### Outras indicações
- Indicação ao Independent Spirit Award de Melhor Atriz, por Atração Mortal (1989)
- Indicações ao MTV Movie Award de Melhor Beijo, por Drácula de Bram Stoker (1992), Caindo na Real (1994) e Colcha de Retalhos (1995)
- Indicação ao Framboesa de Ouro de Pior Atriz, por A Herança de Mr. Deeds (2002)
- Indicação ao Framboesa de Ouro de Pior Dupla, por Outono em Nova York (2000)